# Center (település)
Center Ózdhoz tartozó településrész Borsod-Abaúj-Zemplén vármegyében.

## Fekvése
A Hangony-patak jobb oldalán helyezkedik el, Sajónémetitől 3 kilométerre, Sajóvárkonytól pedig 5 kilométer távolságra. Autóbusszal megközelíthető a Volánbusz 3-as busz helyi járatán. A vonatok már nem állnak meg a falunál.

## Története
Területe a honfoglalás után a Hanva nemzetség szállásbirtokához tartozott, de ezeket a földjeiket korán elveszítették. A település feltehetően a kunok letelepítése után keletkezett, a mónosbéli Bél nemzetség alapította. Oklevélben először 1413-ban említik. A 15. században Chenther falwa írásmód mellett a Nagh Czenther község nevet is említik. A törökdúlást követő újratelepülés után már csak a Czenter nevet találjuk. Fényes Elek 1851-es leírásában is Czenterként írta le, amely a legrégebbi időtől kezdve Borsod vármegye községe volt. Az itt húzódó Bánréve-Ózd-Nádasd iparvasút először kisvasútként, 1000 mm nyomtávolságal épült meg, de a Bánréve-Ózd szakaszt átépítették normál nyomtávra. Centeren egy megálló, és egy, a helyi salakfeldolgozót, az ózdi vasgyárat a bánszállási és farkaslyuk szénbányákat is kiszolgáló állomás is felépült.

## Látnivalók
A településrészen található a Nagyboldogasszony Iskolakápolna és az első és a második világháború áldozatainak emelt emlékmű.

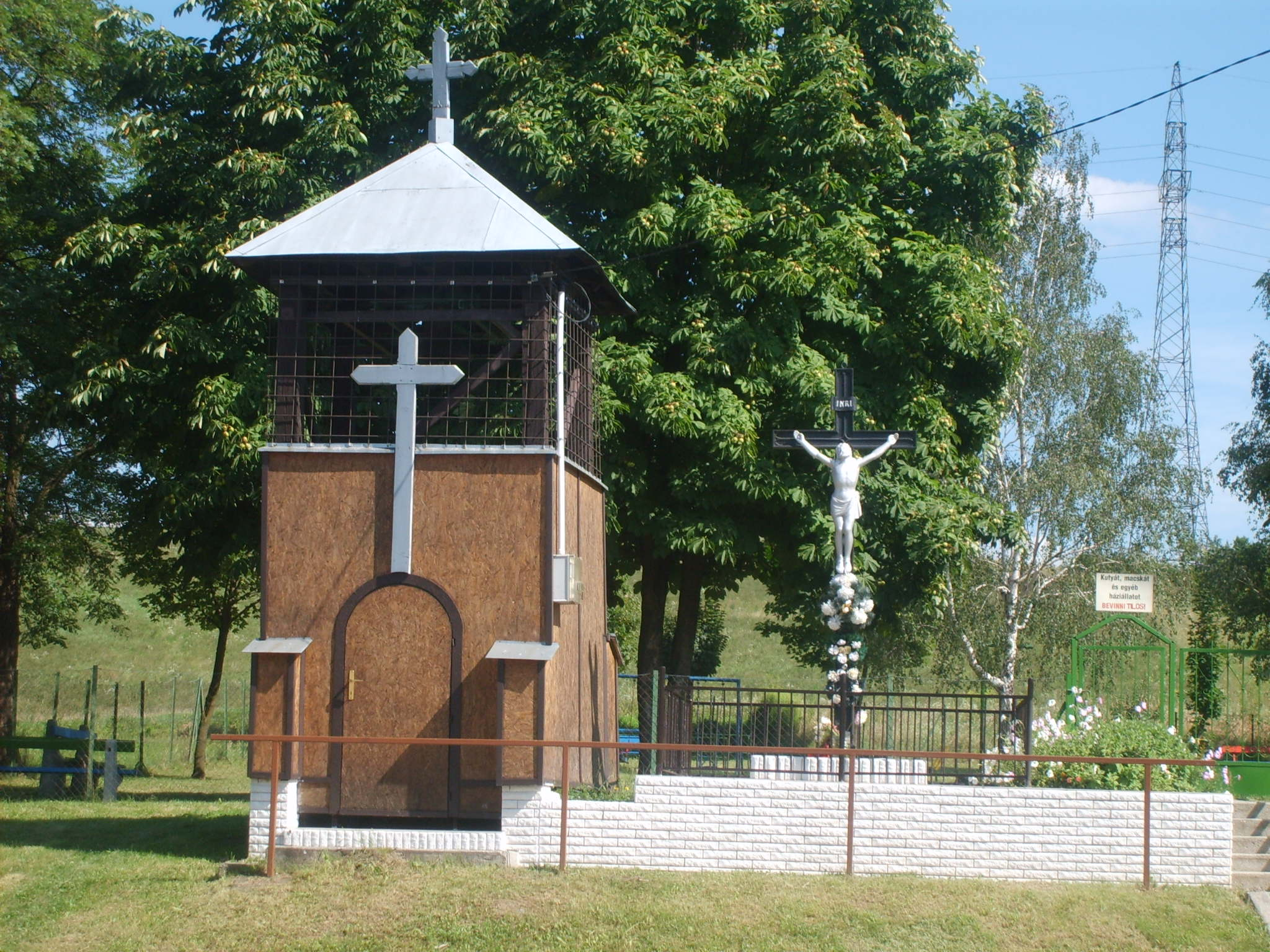
A centeri harang és kereszt
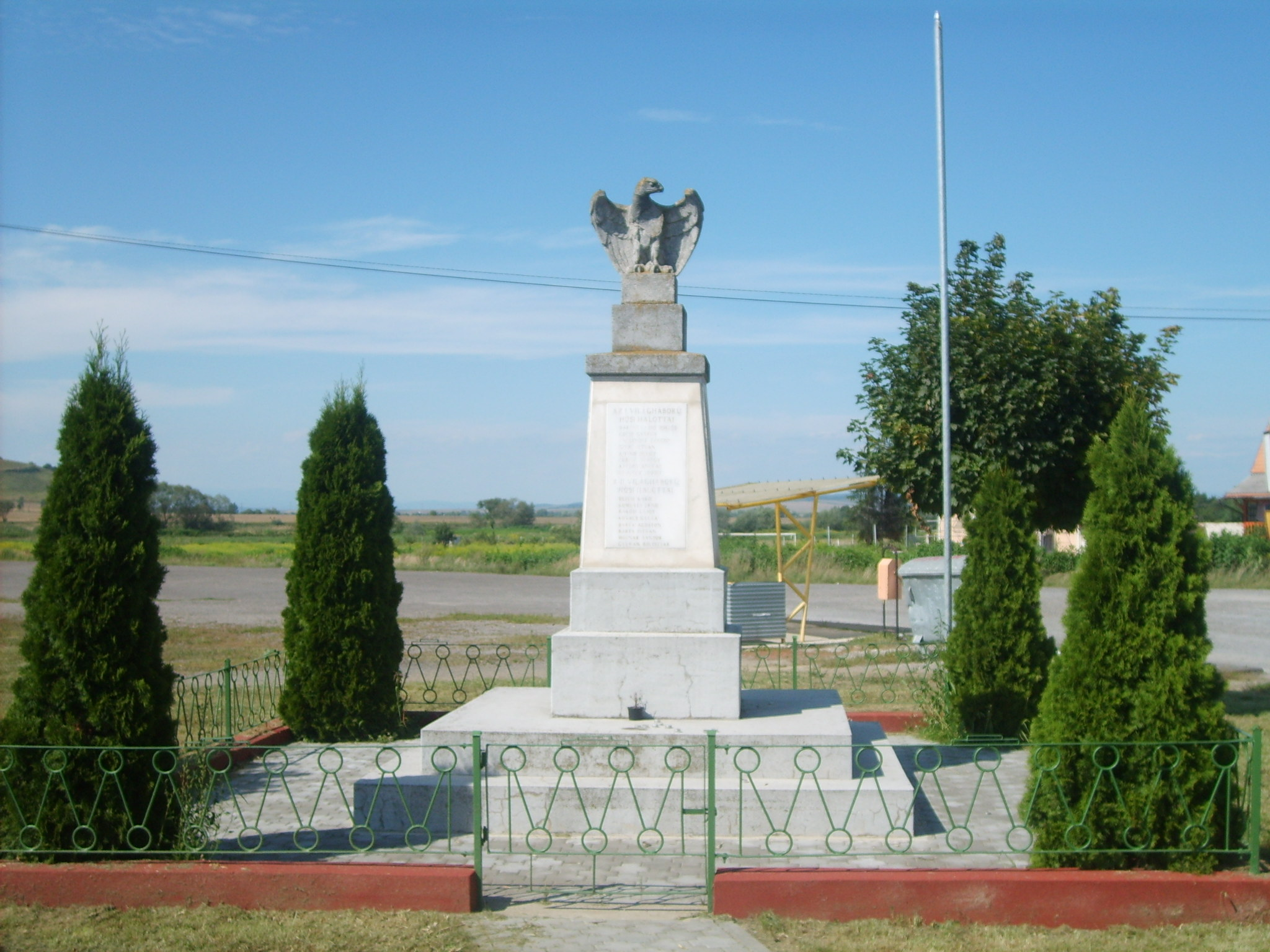
A világháborúk áldozatainak emlékműve
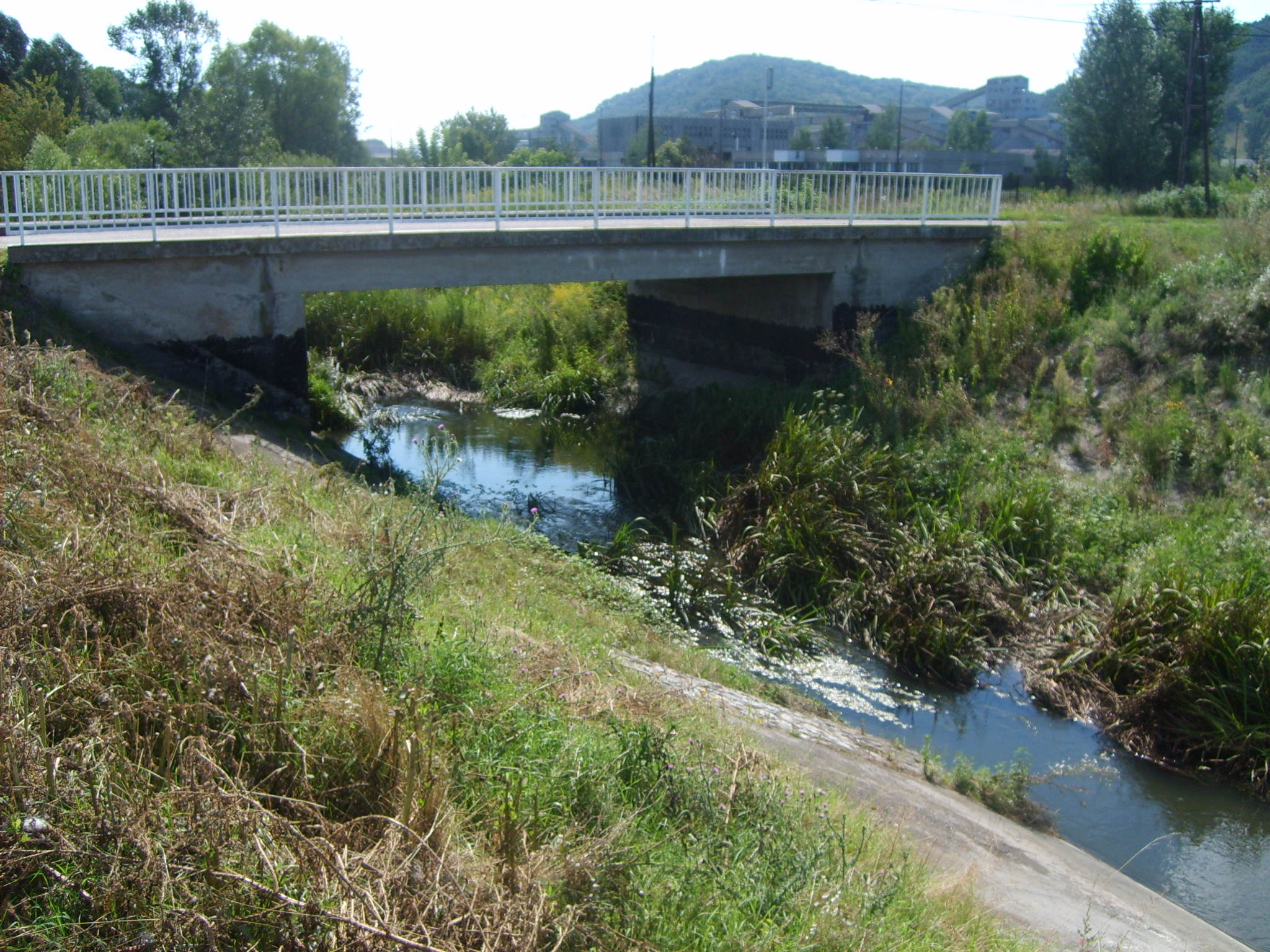
A Hangony-patak Centernél
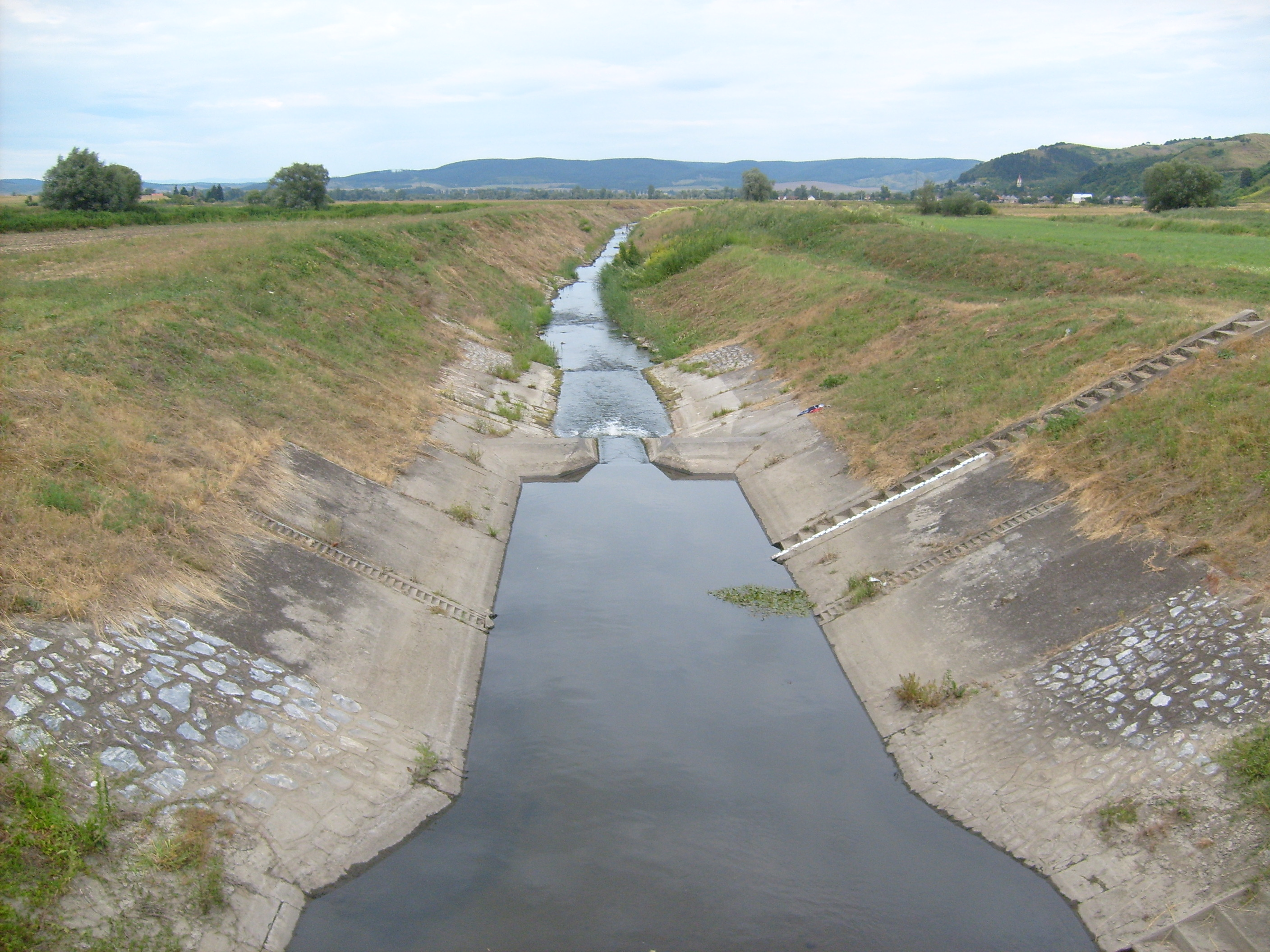
A Hangony-patak